# As If I Am Not There
As If I Am Not There è un film del 2010 diretto da Juanita Wilson.

## Distribuzione
Il film, che fu distribuito in Bosnia Erzegovina il 26 luglio 2010, è stato presentato a numerosi festival internazionali: il 7 gennaio 2011, al Palm Springs Internation Film Festival; il 1 aprile 2011 in Francia al Festival du Film de Femmes de Créteil e, in contemporanea, negli Stati Uniti, al Phoenix Film Festival; nel maggio seguente, venne proiettato al Newport Beach International Film Festival; il 14 ottobre 201, al LA Femme International Film Festival.